# VR-Bank Fichtelgebirge-Frankenwald
Die VR-Bank Fichtelgebirge-Frankenwald eG ist eine deutsche Genossenschaftsbank mit Sitz in der bayerischen Stadt Marktredwitz im Landkreis Wunsiedel im Fichtelgebirge.

## Geschichte
Die heutige VR-Bank Fichtelgebirge-Frankenwald eG entstand aus mehreren, vormals eigenständigen Genossenschaftsbanken. Am 31. Januar 1918 gründeten 20 Bürger, meist Bauern und Handwerker, den Darlehnskassenverein Oberredwitz-Tiefenbach, welcher als Grundstein für die heutige VR-Bank Fichtelgebirge-Frankenwald eG gilt.
Am 31. Januar 1918 war der Erste Weltkrieg noch nicht ganz beendet. Die Lebensbedingungen waren schlecht und auch in Oberredwitz gingen die Menschen auf die Straße und protestierten für Frieden und Brot. 20 Bürger entschieden sich, sich selbst zu helfen, indem sie eine Genossenschaftsbank nach den Leitlinien Friedrich Wilhelm Raiffeisens gründeten: Selbsthilfe, Selbstverwaltung und Selbstverantwortung. Das vorrangige Ziel der Genossenschaft war es, das Geld für den täglichen Wirtschafts- und Geschäftsbetrieb zu beschaffen. Zudem half sie, das Geld ihrer Mitglieder leichter anzulegen, kaufte Rohstoff ein, verkaufte die Erzeugnisse und haftete solidarisch und unbeschränkt für die Schulden des Vereins. Die darauffolgenden Jahrzehnte waren von Kriegen, Krisen und Konflikten geprägt. Unterschiedliche Ereignisse wirkten sich auf die unternehmerische Richtung der Bank aus:
Bis zum Jahr 1933 etablierte der Darlehnskassenverein mehr und mehr das Warengeschäft im Geschäftsgebiet Oberredwitz. Das Ziel war, der regional stark ausgeprägten Landwirtschaft unter die Arme zu greifen. Dabei handelte der Verein nicht nur mit Saatgut, auch landwirtschaftliche Maschinen wurden angeschafft und den Mitgliedern zur Verfügung gestellt. Dieser Schritt war vor allem notwendig, da das Geld im Verlauf der 1920er Jahre immer mehr an Wert verlor. Der Aufschwung des Warengeschäfts bildete eine entgegenwirkende Kraft.
Während des Zweiten Weltkrieges gab es kaum Aufzeichnungen, erst mit der Vorbereitung der Währungsreform 1947 begannen diese wieder. Einen Tag nach der Reform, am 21. Juni 1948, musste der Darlehnskassenverein mit einer Bilanzsumme von 366,74 D-Mark neu beginnen. Die Zielstellung war langsames, aber kontinuierliches Wachstum.
1954 entschied sich der Darlehnskassenverein seinen Namen in Raiffeisenbank Marktredwitz eGmbH zu ändern. In den darauffolgenden Jahren fusionierte die Bank mit den Raiffeisen-Häusern in Haingrün, Groschlattengrün-Pechbrunn und Nagel. Das entstandene Filialnetz kam sehr gut bei den Kunden an. 1967 fiel der Entschluss, ein modernes Bankgebäude in der Poststraße in Marktredwitz zu bauen. Im Jahr 1970 fusioniert sie mit der Raiffeisenkasse Röslau eGmbH mit dem Sitz in Röslau und der Raiffeisenkasse Tröstau eGmbH mit dem Sitz in Tröstau.
1970 zog mit der elektronischen Datenverarbeitung auch die bargeldlose Lohnzahlung in die Banken ein. Die Porzellanunternehmen der Region waren dabei Vorreiter.
1983 bezog die Raiffeisenbank Marktredwitz ihre neue Hauptstelle, in der sie bis heute ansässig ist. In den 1980er Jahren schaffte die Bank Geldautomaten und Kontoauszugsdrucker an. Diese erleichterten das alltägliche Bankgeschäft enorm und gestalteten den Besuch in der Bank für die Kunden komfortabler.
Die Raiffeisenbank Marktredwitz eG fusionierte 1991 mit der Volksbank im Fichtelgebirge eG – es entstand die Raiffeisen-Volksbank Marktredwitz-Selb eG. Ende des Jahres 2001 kam der Euro und stellte damit die Banken vor eine neue Herausforderung. Die Raiffeisen-Volksbank Marktredwitz-Selb eG schloss sich mit der Raiffeisenbank Arzberg-Selb eG mit dem Sitz in Arzberg zusammen und erweiterte ihr Geschäftsgebiet um drei Filialen im Vogtland. Die VR-Bank Marktredwitz eG war geboren.
Mit der Jahrtausendwende und dem Euro gerieten einige Unternehmen im Fichtelgebirge in Schieflage. Das hatte auch Auswirkungen auf die VR-Bank Marktredwitz eG. Im Jahr 2004 wurde der bis heute tätige Johannes Herzog Vorstandsvorsitzender der Bank. Er brachte sie in ruhigeres Fahrwasser, verkaufte die Filialen im Vogtland und sicherte dadurch Arbeitsplätze. 2007 ging von Thiersheim aus das MarktserviceCenter ans Netz, in dem alle Anrufe eingehen und alle Anfragen verwaltet werden. Ein Jahr später beschloss die Vertreterversammlung mit einer Gegenstimme den neuen Namen: VR-Bank Fichtelgebirge. Seit 2012 lud die VR-Bank wieder zu Mitgliederversammlungen ein. Bei Wiesenfestatmosphäre und stimmungsvoller Unterhaltung wird unter anderem über die zukünftige Ausrichtung der Bank gesprochen.
2016 fusionierte die VR-Bank Fichtelgebirge eG mit der Raiffeisenbank Berg-Bad Steben eG mit dem Sitz in Berg zur VR-Bank Fichtelgebirge-Frankenwald eG.
Weitere Fusionen der fusionierten Genossenschaftsbanken fanden wir folgt statt:
- 1970 Fusion der Raiffeisenkasse Issigau eGmbH	mit dem Sitz in Issigau mit der Raiffeisenkasse Lichtenberg eGmbH mit dem Sitz in Lichtenberg zur Raiffeisenkasse Issigau eGmbH (der späteren Raiffeisenbank Issigau-Lichtenberg eG)
- 1974 – Fusion der Raiffeisenbank Arzberg eG mit der Raiffeisenbank Selb eG mit dem Sitz in Selb zur Raiffeisenbank Arzberg-Selb eG mit dem Sitz in Arzberg
- 1977 – Fusion der Raiffeisenkasse Hebanz eG mit dem Sitz in Hebanz mit der Raiffeisenbank Thierstein eG zur Raiffeisenbank Thierstein-Hebanz eG mit dem Sitz in Thierstein
- 1977 – Fusion der Raiffeisenbank Arzberg-Selb eG mit der Raiffeisenkasse Neuenreuth eG mit dem Sitz in Neuenreuth
- 1977 – Fusion der Raiffeisenbank Bad Steben und Umgebung eG mit dem Sitz in Bad Steben mit der Raiffeisenbank Issigau-Lichtenberg eG
- 1981 – Fusion der Raiffeisenbank Thiersheim eG mit dem Sitz in Thiersheim mit der Raiffeisenbank Thierstein-Hebanz eG
- 1991 – Fusion der Raiffeisenbank Arzberg-Selb eG mit der Raiffeisenbank Schöneck e.G.	mit dem Sitz in Schöneck/Vogtl.
- 1992 – Fusion der Raiffeisenbank Bad Steben und Umgebung eG mit der Raiffeisenbank Berg eG mit dem Sitz in Berg zur Raiffeisenbank Berg – Bad Steben eG
- 1992 – Fusion der Raiffeisenbank Arzberg-Selb eG mit der Raiffeisenbank Thiersheim eG

Mit dem neuen Marken- und Kommunikationsauftritt, welcher durch die jüngste Fusion entstand, begann die Bank das Hauptstellengebäude in Marktredwitz umzubauen. Im Februar 2018, nahe dem 100-jährigen Jubiläum, öffnete der modern umgebaute Schalterbereich seine Türen.

## Rechtsverhältnisse
Die VR-Bank Fichtelgebirge-Frankenwald eG ist im Genossenschaftsregister beim Amtsgericht Hof unter GnR 78 eingetragen.

## Organisationsstruktur
Rechtsgrundlagen sind das Genossenschaftsgesetz und die durch die Vertreterversammlung beschlossene Satzung. Organe der Bank sind der Vorstand, der Aufsichtsrat und die Vertreterversammlung.

## Sicherungseinrichtung
Die VR-Bank Fichtelgebirge-Frankenwald eG ist der amtlich anerkannten Sicherungseinrichtung des Bundesverbandes der Deutschen Volksbanken und Raiffeisenbanken GmbH und der zusätzlichen freiwilligen Sicherungseinrichtung des Bundesverbandes der Deutschen Volksbanken und Raiffeisenbanken e.V. angeschlossen.

## Geschäftsausrichtung
Die VR-Bank Fichtelgebirge-Frankenwald eG betreibt das Universalbankgeschäft. Im Verbundgeschäft arbeitet sie mit der DZ Bank, R+V Versicherung, Bausparkasse Schwäbisch Hall, Teambank, VR Smart Finanz, DZ Hyp und der Union Investment zusammen.

## Geschäftsgebiet
Das Geschäftsgebiet liegt im Zentrum des Landkreises Wunsiedel im Fichtelgebirge, im Nordwesten des Landkreises Hof und im Süden des Saale-Orla-Kreises. Das Geschäftsgebiet liegt im Fichtelgebirge und im Frankenwald. Diese Gebiete erstrecken sich südlich und westlich des Landkreises Hof. Darüber hinaus betreibt die Bank zwei Geschäftsstellen im angrenzenden Bundesland Thüringen.
An diesen Orten betreibt die Bank Filialen:
- Marktredwitz (Hauptstelle, jur. Sitz)
- Bad Steben (Geschäftsstelle)
- Berg (Geschäftsstelle)
- Blankenstein (Geschäftsstelle)
- Hirschberg (Geschäftsstelle)
- Tröstau (Geschäftsstelle)
- Wunsiedel (Geschäftsstelle)
- Selb (Geschäftsstelle)
- Arzberg (Geschäftsstelle)

Daneben werden noch Lagerhäuser in Berg, Gattendorf, Mitterteich und Gefrees betrieben.